# Universitetskanslersämbetet
Universitetskanslersämbetet (förkortas UKÄ, tidigare UK-ämbetet) är den statliga tillsynsmyndighet för högskolor och universitet i Sverige som började sitt arbete den 1 januari 2013. Myndigheten tog över den del av det tidigare Högskoleverket (HSV) som sysslade med kvalitetsutvärdering, juridisk tillsyn och statistisk uppföljning av svenska lärosäten. Högskoleverket upphörde den 31 december 2012. Övriga delar av HSV:s uppgifter övertogs av Universitets- och högskolerådet (UHR). 
Vid bildandet fortsatte dåvarande chefen för Högskoleverket, Lars Haikola, som myndighetschef för Universitetskanslersämbetet, och titeln universitetskansler fortlevde in i den nya myndigheten. Den 1 augusti 2017 trädde en ändring i regeringens myndighetsinstruktion i kraft, och chefen för myndigheten kallas sedan dess generaldirektör. Begreppet universitetskansler lever dock kvar i myndighetsnamnet.
Regeringen utsåg Martin Norsell, dåvarande rektor för Högskolan Dalarna, till ny generaldirektör, från 1 december 2023.

## Uppdrag
Enligt förordningen med instruktion för Universitetskanslersämbetet ansvarar myndigheten för "kvalitetssäkring, granskning av effektivitet, uppföljning, tillsyn och chefsutveckling" inom universitet och högskolor som omfattas av högskolelagen och enskilda utbildningsanordnare. Uppgifterna kan i huvudsak delas in i tre underområden:

### Kvalitetsutvärdering och examenstillståndsprövning
Universitetskanslersämbetet arbetar med kvalitetsutvärdering av svensk högskoleutbildning på grund-, avancerad och forskarutbildningsnivå. Granskningen görs genom fyra olika typer av granskningar.
- granskning av lärosätenas kvalitetssäkringsarbete
- prövning av examenstillstånd
- tematiska utvärderingar
- utbildningsutvärderingar[8]

Arbetet omfattar även internationell samverkan kring kvalitetsutvärdering.

### Juridisk tillsyn
Universitetskanslersämbetet är tillsynsmyndighet för svenska universitet och högskolor.
Myndigheten är även värdmyndighet för Överklagandenämnden för högskolan (ÖNH) och Högskolans avskiljandenämnd (HAN). De två nämndmyndigheterna är självständiga från Universitetskanslersämbetet, men Universitetskanslersämbetet upplåter lokaler och sköter nämndernas administrativa, föredragande och handläggande uppgifter.

### Uppföljning och analys av statistik
Myndigheten samlar, följer upp och tillhandahåller officiell statistik för högskolesektorn. I detta uppdrag ingår att genomföra omvärldsanalys och att följa upp effektiviteten i högskolans resursutnyttjande.

## Historik
Myndigheten leder sin historia tillbaka till ämbetet som kansler för rikets universitet, vilket tillkom på 1600-talet[källa behövs]. Detta var en individualmyndighet, knuten till innehavarens person. År 1964 ombildades detta till ett ämbetsverk, som fick den idag åter aktuella benämningen  Universitetskanslerämbetet (dåtida stavning). På sent 1970-tal bytte det under några år namn till Universitets- och högskoleämbetet (UHÄ).

### Det moderna Universitetskanslersämbetets myndighetschefer
| Tillträde      | Frånträde      | Myndighetschef   | Kommentar                             | Referenser          |
| -------------- | -------------- | ---------------- | ------------------------------------- | ------------------- |
| januari 2013   | maj 2014       | Lars Haikola     | universitetskansler                   | [ 3 ] [ 9 ]         |
| juni 2014      | september 2016 | Harriet Wallberg | universitetskansler                   | [ 9 ] [ 10 ] [ 11 ] |
| september 2016 | juli 2017      | Annika Pontén    | ställföreträdande universitetskansler | [ 11 ]              |
| augusti 2017   | november 2022  | Anders Söderholm | generaldirektör                       | [ 4 ] [ 12 ] [ 13 ] |
| december 2022  | november 2023  | Annika Pontén    | tillförordnad generaldirektör         | [ 5 ] [ 13 ]        |
| december 2023  | nuvarande      | Martin Norsell   | generaldirektör                       | [ 5 ]               |

### Myndighetens föregångare
- 1859–1963 Gemensamma universitetskanslerer för Uppsala och Lunds universitet
- 1964–1977 Universitetskanslerämbetet UKÄ (Notera annan stavning)
- 1977–1992 Universitets- och högskoleämbetet (UHÄ)
- 1992–1993 Sekretariatet för utvärdering av universitet och högskolor
- 1993–1995 Kanslersämbetet
- 1995–2012 Högskoleverket (HSV)